# Dhow

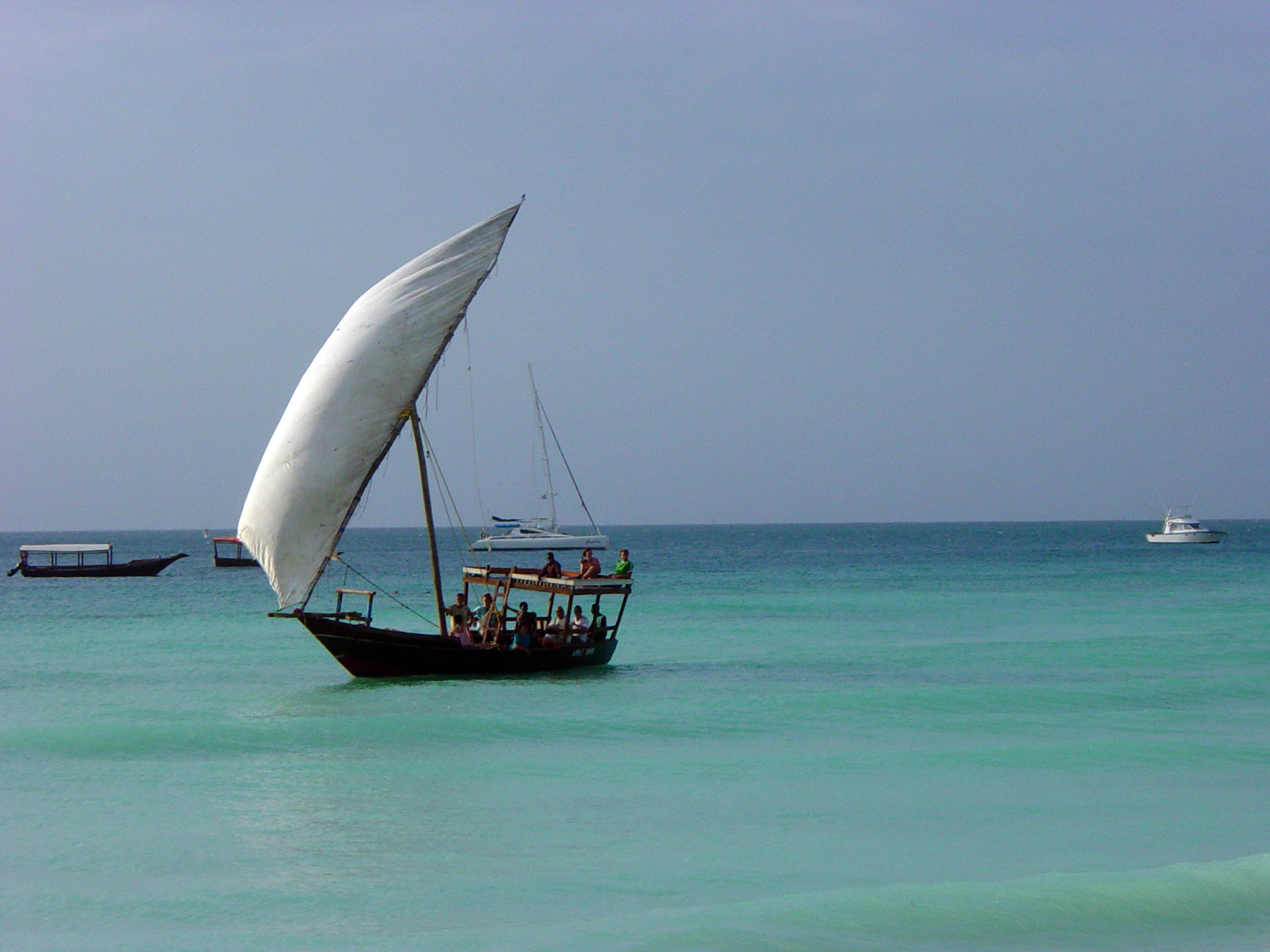
Een dhow nabij Dar es Salaam, Tanzania

De dhow is een traditioneel Arabisch zeilschip met een of meer masten dat naar verhouding tot de grootte door de diepe laadruimte een aanzienlijke vrachtcapaciteit heeft. Met het schip wordt vaak relatief zware vracht zoals drinkwater en fruit verscheept. Een grote dhow vaart met een bemanning van ongeveer dertig, voor een kleine volstaat twaalf.
Als symbool van de Arabische zeevaart wordt de dhow onder meer afgebeeld in de wapens van Koeweit, Qatar en (tot 2008) de Verenigde Arabische Emiraten. Het duurste hotel ter wereld, het Burj al Arab, is ontworpen in de vorm van een dhow.

## Galerij

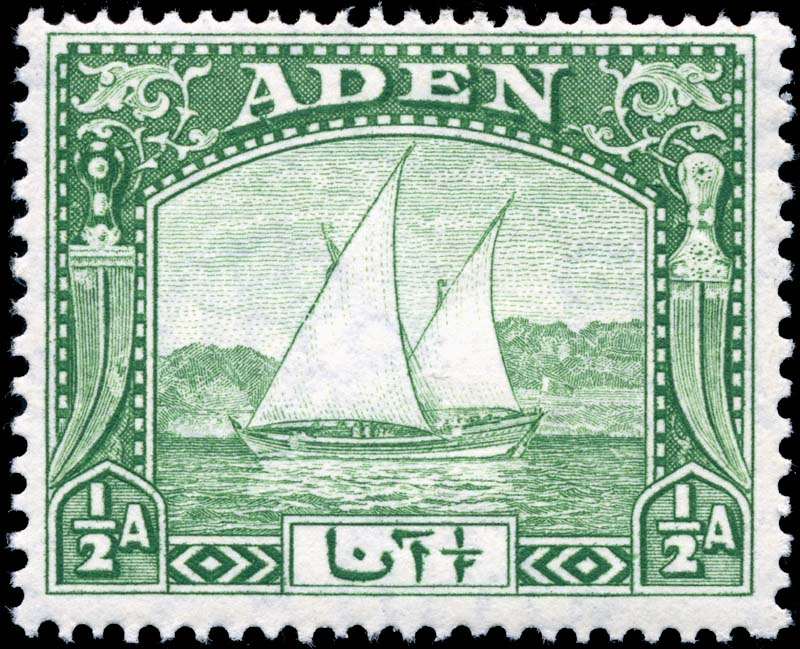
Postzegel uit Aden, 1937
Wapen van Qatar
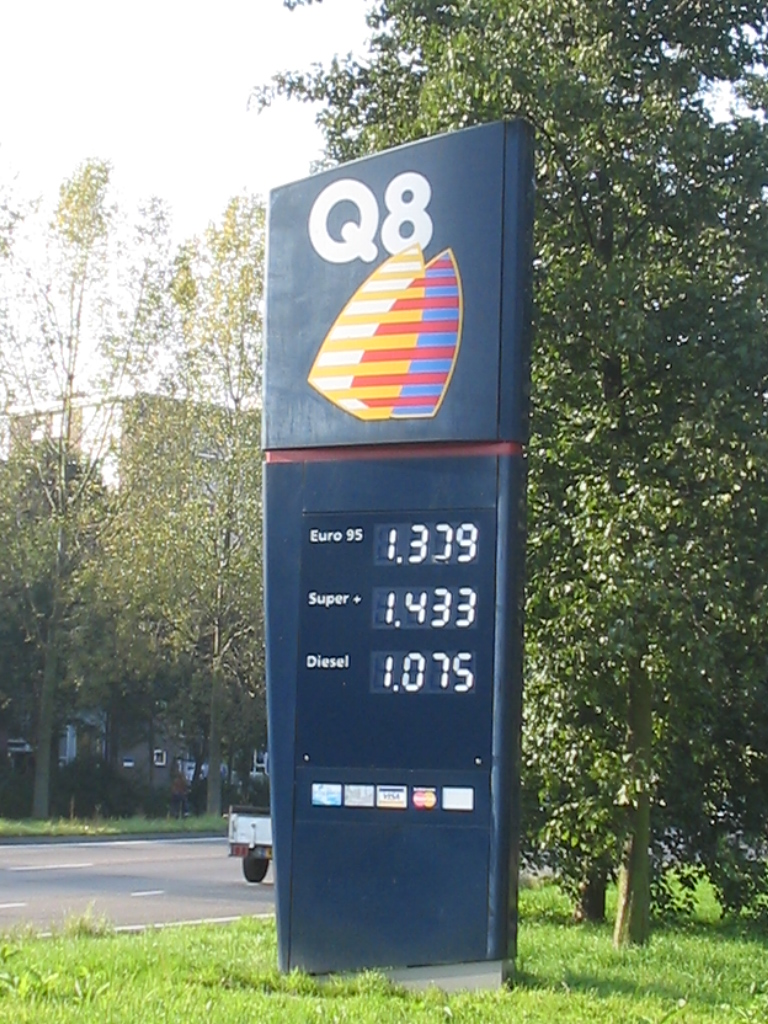
Q8 logo
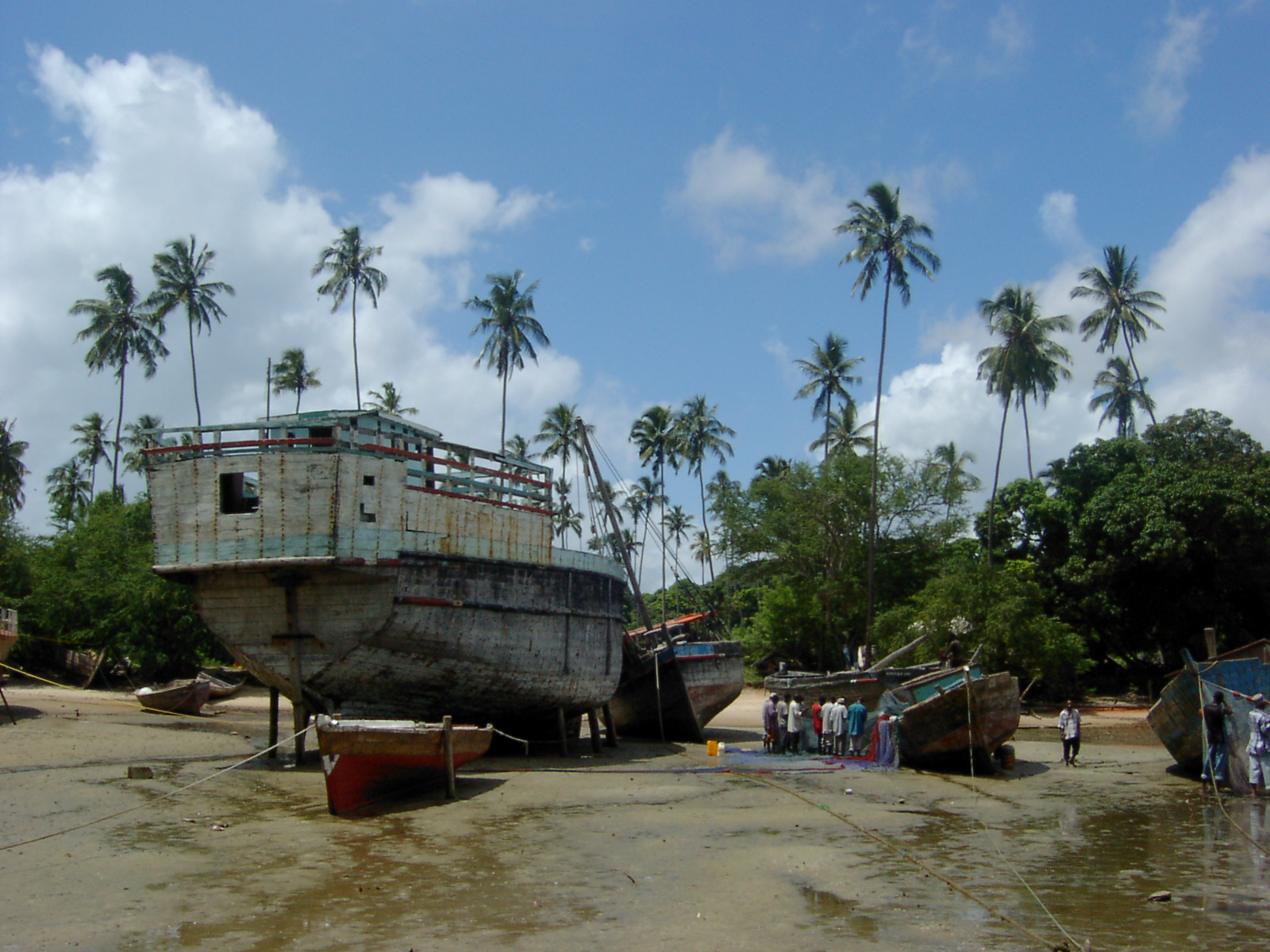
Bouw en reparatie van dhows in Zanzibar